# Václav Němeček
Václav Němeček (25 de enero de 1967 en Hradec Králové) es un exfutbolista internacional checo. Jugó como centrocampista y fue internacional tanto con Checoslovaquia como, posteriormente, con la República Checa, y disputó en conjunto un total de 60 partidos internacionales. Formó parte del equipo checo que se proclamó subcampeón de la Eurocopa 1996.
Němeček jugó, a nivel de clubes, en el FC Hradec Králové, AC Sparta Praga, Toulouse FC, Servette y Dalian Wanda FC.

## Palmarés
Sparta Praga
- Primera Liga Checoslovaca: 1986-87, 1987-88, 1988-89, 1989-90, 1990-91
- Gambrinus liga: 1997–98
- Copa de Checoslovaquia: 1988, 1989, 1992

Dalian Wanda FC
- Liga China Jia-A: 1998[1]